# Кара-Бурга
Ка́ра-Бурга́ — гірська вершина у північно-східній частині Великого Кавказу. Знаходиться на півночі Азербайджану.